# Rzeki na Alasce
Lista rzek w stanie Alaska.

## ZlewiskaOceanu Arktycznego

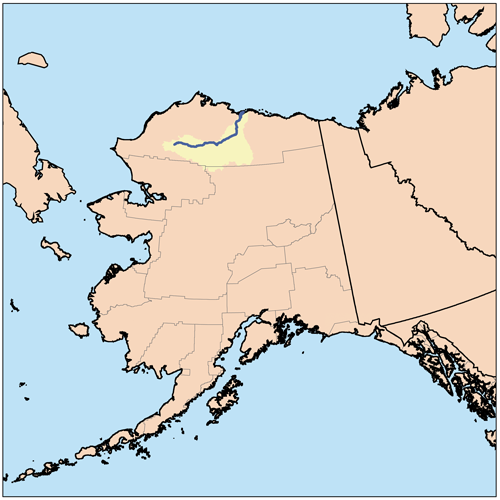
Colville

- Firth (201 km)
- Kongakut (180 km)
- Aichilik (121 km)
- Jago (140 km)
- Okpilak (110 km)
- Hulahula (140 km)
- Sadlerochit (110 km)
- Canning (201 km)
  - Marsh Fork Canning (80 km)
- Shaviovik (121 km)
  - Kavik (121 km)
- Kadleroshilik (140 km)
- Sagavanirktok (298 km)
  - Ivishak (140 km)
    - Echooka (119 km)

  - Ribdon (80 km)
  - Atigun (72 km)
- Kuparuk (240 km)
  - Toolik (190 km)
- Colville (560 km)
  - Itkillik (350 km)
  - Anaktuvuk (217 km)
    - Nanushuk (160 km)

  - Chandler (160 km)
    - Siksikpuk (79 km)
    - Ayiyak (93 km)

  - Killik (169 km)
    - Okokmilaga (80 km)

  - Oolamnagavik (61 km)
  - Kurupa (130 km)
  - Awuna (320 km)
  - Etivluk (90 km)
    - Nigu (110 km)

  - Ipnavik (109 km)
  - Kuna (80 km)
  - Kiligwa (b.d.)
  - Nuka (80 km)
- Fish Creek (180 km)
- Ikpikpuk (314 km)
  - Titaluk (290 km)
  - Price (72 km)
- Topagoruk (260 km)
- Meade (240 km)
  - Usuktuk (217 km)
- Kuk (58 km)
  - Kungok (42 km)
  - Ivisaruk (126 km)
  - Avalik (137 km)
    - Ketik (137 km)

  - Kaolak (97 km)
- Utukok (290 km)
- Kokolik (320 km)
- Kukpowruk (260 km)
- Pitmegea (68 km)
- Kukpuk (201 km)
  - Ipewik (137 km)

## ZlewiskaMorza Beringa
- Black (140 km)
- Kun (105 km)
- Kokechik (97 km)
- Kashunuk (362 km)
- Manokinak (121 km)
- Azun (80 km)
- Joshua Green (24 km)
- Ninglick (71 km)
  - Izaviknek (130 km)
- Kolavinarak (64 km)
- Kuskokwim (1 165 km)
  - Eek (174 km)
  - Johnson (346 km)
  - Gweek (110 km)
  - Kwethluk (137 km)
  - Kisaralik (140 km)
  - Tuluksak (140 km)
  - Aniak (230 km)
  - George (130 km)
  - Holitna (180 km)
    - Hoholitna (266 km)

  - Stony (310 km)
  - Swift (160 km)
  - Takotna (190 km)
    - Nixon Fork (142 km)

  - Middle Fork Kuskokwim (210 km)
    - Big (210 km)

  - South Fork Kuskokwim (210 km)
  - East Fork Kuskokwim (64 km)
    - Slow Fork (97 km)
    - Tonzona (121 km)

  - North Fork Kuskokwim (240 km)
    - Swift Fork (121 km)
- Kanektok (121 km)
- Arolik (61 km)
- Goodnews (97 km)
- Togiak (77 km)
- Igushik (80 km)
- Snake (72 km)
- Nushagak (389 km)
  - Wood (32 km)
  - Kokwok (58 km)
  - Mulchatna (260 km)
    - Stuyahok (72 km)
    - Koktuli (b.d.)
    - Chilikadrotna (89 km)

  - Nuyakuk (58 km)
    - Tikchik (72 km)

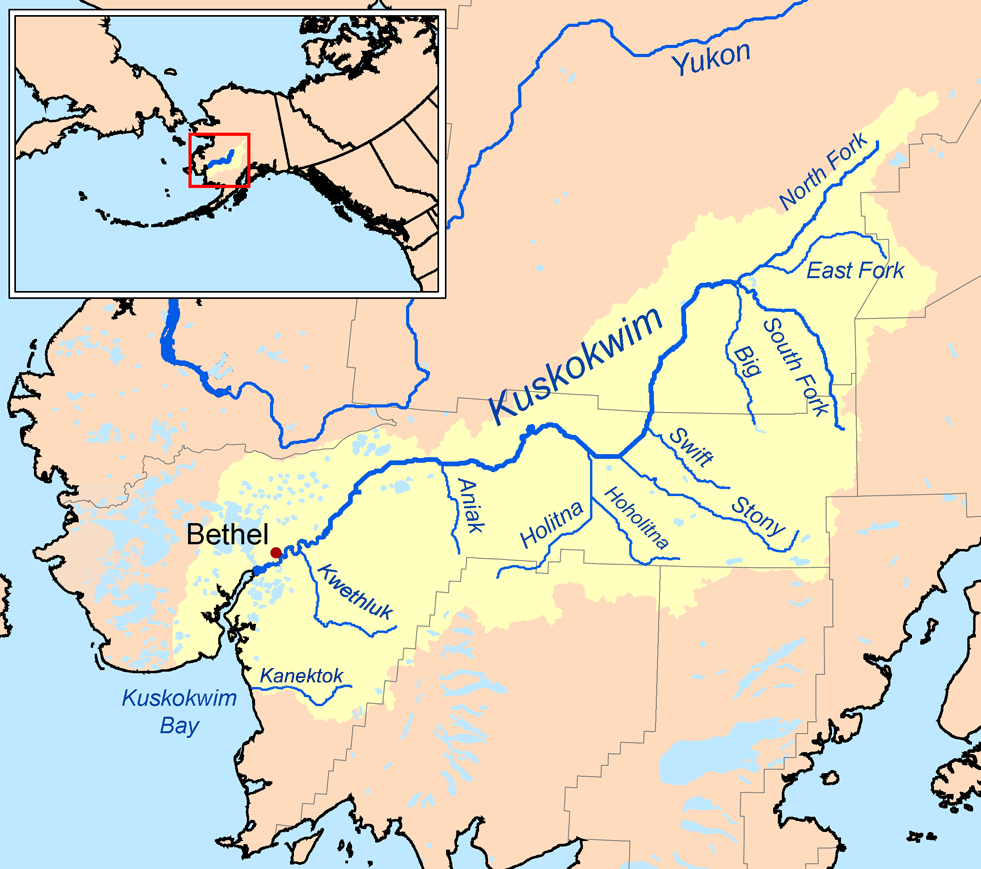
Kuskokwim wraz z głównymi dopływami

  - King Salmon (dopływ Nushagak) (72 km)
- Kvichak (80 km)
  - Alagnak (103 km)
  - Newhalen (35 km)
    - Chulitna (140 km)
    - Tlikakila (80 km)
- Naknek (56 km)
  - Savonoski (56 km)
    - American Creek (80 km)
- Egegik (45 km)
  - King Salmon (dopływ Egegik) (97 km)
- Dago Creek (80 km)
- Ugashik (69 km)
  - King Salmon (dopływ Ugashik) (56 km)
  - Dog Salmon (110 km)
- Cinder (71 km)
- Meshik (50 km)
- Caribou (80 km)

### Cieśnina Beringa
- Kivalina (97 km)
- Wulik (130 km)
- Noatak (684 km)
  - Agashashok (68 km)
  - Eli (140 km)
  - Kelly (72 km)
  - Kugururok (97 km)
  - Nimiuktuk (b.d.)
  - Anisak (105 km)
  - Cutler (72 km)
    - Imelyak (89 km)

  - Aniuk (72 km)
- Kobuk (450 km)
  - Squirrel (116 km)
  - Salmon (97 km)
  - Ambler (121 km)
  - Kogoluktuk (72 km)
  - Mauneluk (80 km)
  - Pah (89 km)
  - Reed (84 km)
- Selawik (230 km)
  - Kugarak (93 km)
  - Tagagawik (137 km)
- Buckland (108 km)
- Kiwalik (93 km)
- Kugruk (97 km)
- Inmachuk (48 km)
- Goodhope (77 km)
- Nugnugaluktuk (42 km)
- Agiapuk (97 km)
  - American (56 km)
- Kuzitrin (153 km)
  - Kruzgamepa (40 km)
    - Grand Central (19 km)

  - Kougarok (72 km)
  - Noxapaga (90 km)
- Feather (27 km)
- Bluestone (21 km)
- Sinuk (b.d.)
- Cripple (b.d.)
- Penny (21 km)
- Snake (32 km)
- Nome (64 km)
- Fish (76 km)
  - Niukluk (84 km)
    - Casadepaga (51 km)
- Tubutulik (40 km)
- Koyuk (185 km)
- Inglutalik (130 km)
  - Negromoon Creek (b.d.)
- Ungalik (140 km)
- Shaktoolik (140 km)
- Unalakleet (140 km)
  - South (b.d.)
  - North (97 km)
  - Chiroskey (80 km)
  - Old Woman (b.d.)
- Pastolik (105 km)

### Dorzecza Jukonu
- Jukon (3 190 km)
  - Andreafsky (190 km)
    - East Fork Andreafsky (201 km)

  - Atchuelinguk (266 km)
  - Reindeer (97 km)
  - Innoko (800 km)
    - Paimiut Slough (110 km)
      - Reindeer (105 km)

    - Iditarod (523 km)
      - Yetna (97 km)

    - Mud (92 km)
    - Dishna (97 km)

  - Bonasila (201 km)
    - Stuyahok (121 km)

  - Anvik (230 km)
  - Khotol (137 km)
  - Nulato (114 km)
  - Koyukuk (684 km)
    - Hammond (56 km)
    - Gisasa (110 km)
    - Kateel (185 km)
    - Dulbi (137 km)
    - Huslia (160 km)
    - Hogatza (190 km)
    - Indian (85 km)
    - Kanuti (282 km)
      - Kanuti Kilolitna (97 km)

    - Alatna (233 km)
    - South Fork Koyukuk (230 km)
      - Fish Creek (97 km)
      - Jim (97 km)

    - John (201 km)
    - Wild (97 km)
    - North Fork Koyukuk (160 km)
      - Tinayguk (71 km)

    - Middle Fork Koyukuk (100 km)

  - Yuki (137 km)
  - Melozitna (217 km)
    - Little Melozitna (61 km)

  - Nowitna (400 km)
    - Sulatna (160 km)
    - Titna (130 km)
      - Sethkokna (84 km)

    - Susulatna (66 km)

  - Tozitna (134 km)
  - Tanana (1 061 km)
    - Chitanana (105 km)
    - Cosna (71 km)
    - Zitiana (101 km)
    - Kantishna (174 km)
      - Toklat (137 km)
      - McKinley (93 km)
      - Birch Creek (105 km)
        - Muddy (40 km)
          - Foraker (97 km)
            - Herron (77 km)

    - Tolovana (188 km)
      - Chatanika (206 km)

    - Nenana (230 km)
      - Teklanika (140 km)

    - Wood (185 km)
    - Chena (160 km)
    - Salcha (201 km)
    - Little Delta (39 km)
    - Delta Creek (64 km)
    - Delta (130 km)
    - Goodpaster (146 km)
    - Tok (97 km)
    - Tetlin (121 km)
    - Chisana (169 km)
    - Nabesna (121 km)

  - Hess Creek (80 km)
    - Troublesome Creek (b.d.)

  - Ray (69 km)
  - Dall (130 km)
  - Hodzana (201 km)
  - Beaver Creek (290 km)
  - Hadweenzic (150 km)
  - Birch Creek (240 km)
    - Preacher Creek (109 km)

  - Chandalar (160 km)
    - East Fork Chandalar (282 km)

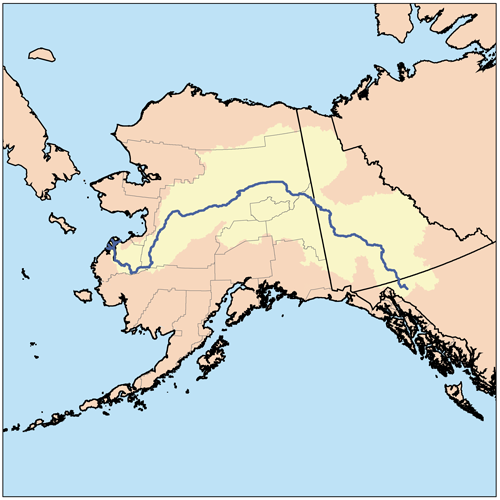
Jukon, najdłuższa rzeka przepływająca przez stan Alaska

      - North Fork East Fork Chandalar (87 km)
      - Wind (130 km)
      - Junjik (105 km)

    - Middle Fork Chandalar (164 km)
    - North Fork Chandalar (167 km)

  - Christian (230 km)
  - Porcupine (916 km)
    - Grass (63 km)
      - Little Black (132 km)

    - Draanjik (260 km)
      - Salmon Fork Black (140 km)
      - Grayling Fork Black (130 km)

    - Sheenjek (320 km)
      - Koness (116 km)

    - Coleen (84 km)
    - Old Crow (282 km)

  - Charley (142 km)
  - Kandik (132 km)
  - Nation (110 km)
  - Seventymile (93 km)
  - Tatonduk (110 km)
  - Fortymile (97 km)
    - North Fork Fortymile (71 km)
      - Middle Fork Fortymile (97 km)

    - South Fork Fortymile (53 km)
      - Mosquito Fork (138 km)
      - Dennison Fork (97 km)

  - Sixtymile (137 km)
  - White (320 km)
    - Ladue (160 km)
    - Beaver Creek (137 km)

## ZlewiskaOceanu Spokojnego

### Zatoka Alaska
- Chignik (32 km)
- Aniakchak (43 km)
- Ayakulik (45 km)
- Karluk (39 km)
- Kamishak (61 km)
- McNeil (35 km)
- McArthur (53 km)
  - Chakachatna (58 km)
- Beluga (56 km)
- Susitna (504 km)
  - Yentna (121 km)
    - Kahiltna (97 km)
    - Skwentna (160 km)
      - Talachulitna (72 km)

  - Deshka (71 km)
    - Kroto Creek (b.d.)
    - Moose Creek (b.d.)

  - Talkeetna (137 km)
  - Chulitna (110 km)
    - Tokositna (55 km)

  - Oshetna (89 km)
  - Tyone (48 km)
  - Maclaren (89 km)
- Little Susitna (180 km)
- Matanuska (121 km)
  - Chickaloon (dopływ rzeki Matanuska) (55 km)
- Knik (40 km)
- Eklutna (35 km)
- Eagle (64 km)
- Ship Creek (48 km)
- Chickaloon (58 km)
- Swanson (64 km)
- Kenai (121 km)
  - Snow (45 km)
- Kasilof (27 km)
- Ninilchik (34 km)
- Anchor (48 km)
- Fox (43 km)
- Martin (11 km)
- Lowe (32 km)
- Rzeka Miedziana (Copper) (480 km)
  - Martin (35 km)
  - Bremner (64 km)
  - Tasnuna (b.d.)
  - Tiekel (55 km)
  - Chitina (180 km)
    - Nizina (60 km)
    - Tana (50 km)

  - Slana (89 km)
  - Tonsina (97 km)
  - Klutina (101 km)
  - Tazlina (48 km)
  - Gulkana (80 km)
  - Gakona (103 km)
  - Chistochina (77 km)

### Alaska Zachodnia
- Bering (34 km)
- Duktoth (45 km)
- Yahtse (b.d.)
- Alsek (390 km)
- Endicott (40 km)
- Chilkat (84 km)
  - Tsirku (40 km)
  - Klehini (48 km)
- Chilkoot (32 km)
- Taiya (27 km)
- Eagle (Kanał Favorite) (8 km)
- Taku (87 km)
- Whiting (64 km)
- Stikine (610 km)
- Eagle (Kanał Bradfielda) (13 km)
- King Salmon (18 km)
- Craig (b.d.)
- Unuk (45 km)
- Chickamin (60 km)
- Kelsall (b.d.)
- Skagway (b.d.)
  - Purcupine Creek (b.d.)
- Blue (b.d.)
- Behm (66 km)